# Система попередження про ракетний напад

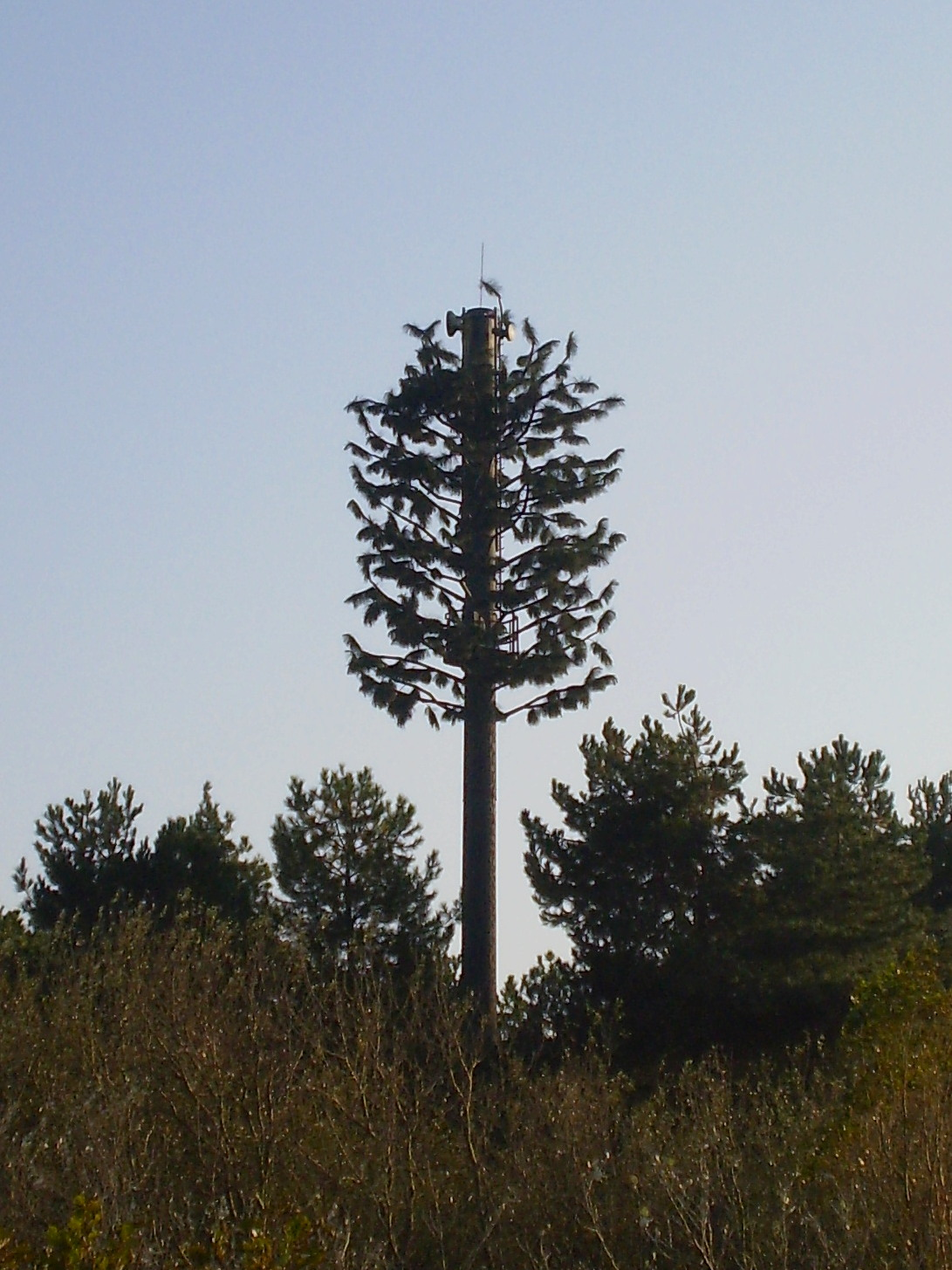
Щогла передавача, підроблена під дерево, поблизу Блумендаль-ан-Зі, Нідерланди

Система попередження про ракетний напад (СПРН) — набір особливих технічних засобів, котрий переважно стосується завчасного виявлення запусків міжконтинентальних балістичних ракет МБР, обчислення траєкторії їхнього польоту та передавання в командний центр даних, на основі яких підтверджується факт нападу на державу з використанням ракетної зброї та ухвалюється негайне рішення про дії у відповідь. Термін також може бути застосовано щодо запусків тактичних балістичних ракет та крилатих ракет. В режимі чергування, СПРН здатна забезпечувати інструментальну розвідку параметрів ракет ймовірних супротивників, під час проведення ними випробовувальних чи навчально-бойових пусків. СПРН переважно, може складатися з двох ешелонів — наземних РЛС та орбітального угрупування штучних супутників. 

## Радар раннього попередження
Радар раннього попередження (РРП), це будь-яка радіолокаційна система, що використовується насамперед, для виявлення цілей на великій відстані, тобто дозволяє протиповітряній обороні бути застереженою якомога раніше до того як зловмисник досягне своєї мети, надаючи ППО якнайбільший час для дії у відповідь. Це відрізняється від систем, котрі застосовуються здебільшого для відстеження або націлення зброї й які, неодмінно, пропонують меншу дальність виявлення, але мають набагато вищу точність визначення цілі.
Радари РРП завжди мають низку конструктивних особливостей, які покращують можливості щодо їхнього призначення. Наприклад, радари РРП зазвичай, працюють на нижчих частотах, отже й на більших довжинах хвиль ніж інші типи. Це значно зменшує їхню взаємодію з дощем та снігом у повітрі і в такий спосіб, покращує їхню продуктивність на далекій відстані, де в їхній зоні покриття часто можуть передбачатися атмосферні опади. Така властивість також, має побічне явище зниження їхньої оптичної роздільної здатності (спроможність системи обробки зображень розрізняти деталі в показуваному об'єкті), але це не важливо для його завдання раннього виявлення. Так само, у радарах РРП часто використовують набагато нижчу частоту повторення імпульсів, щоби якомога збільшити їхню дальність дії за рахунок потужності сигналу, і врівноважують це за допомогою великої ширини імпульсу, що збільшує сигнал завдяки зниженню роздільної здатності по дальності.
З 1950-х років було розроблено низку заобрійних радарів, які значно розширили межі виявлення, здебільшого, шляхом використання відбиття сигналу від іоносфери.
Сьогодні (ХХІ ст.) завдання завчасного попередження, значною мірою перекладено на бортові системи виявлення та керування. Розміщуючи радар на літаку, лінія обрію значно розширюється (відсувається). Це дозволяє використовувати на радарах високочастотні сигнали, які забезпечують високу роздільну здатність за збереження великої дальності стеження. 
Радари, призначені для попередження про напади балістичних ракет, як от BMEWS з фазованою антенною ґраткою, є основним винятком із цього правила, оскільки висотна заатмосферна траєкторія цієї зброї, дозволяє бачити її на великих відстанях, навіть із радарів на землі. 

### Радар J / FPS-5
J / FPS-5 — радар попередження та керування, розроблений в Японії після того, коли 1993 року Північна Корея вийшла з Договору про нерозповсюдження ядерної зброї. Призначений для раннього виявлення запуску, переважно міжконтинентальних балістичних ракет, і який може розгортатися в різних областях сил протиракетної оборони, зокрема на літаках. Він також відомий як радар Gamera через вигляд кулястої кришки антени. На час розробки, ця радіолокаційна станція називалася Future Warning and Control Radar (FPS-XX). Це суміщений радар (виявляє цілі шляхом об'єднання даних, отриманих від радіохвиль і світлових хвиль — інфрачервоні промені), який може виявляти порушення повітряного простору країни літаками, а також діяти на протиракетну оборону. Тож завдяки своїй чудовій здатності виявлення цілей на великій відстані, котра як заявлено, становить кілька тисяч кілометрів, він спроможний наприклад, виявляти ракети відразу після їхнього запуску та відправляти повідомлення завчасного попередження.

## Система попередження проти крилатих ракет
Захиститись від крилатих ракет складно, через те що вони здатні літати низько, щоби не бути виявленими радаром та можуть програмуватися на пошук змінюваних непередбачених шляхів до наміченої цілі.
Для прикладу, Управлінням Конгресу США з бюджету (УКБ) стосовно цього, у лютому 2021 року, було розглянуто п'ять можливих радіолокаційних платформ:
- Вежі на землі заввишки щонайменше 200 метрів (з урахуванням підвищень місцевості);

- Прив'язні аеростати (дирижаблі) на вишині 3 км;

- Літаки, пристосовані для далекого радіолокаційного виявлення та керування (AEW&C) на висоті 9 км;

- Висотні безпілотні літальні апарати з тривалим терміном використання (HALE-UAV) на вишині 18 км;

- Супутники що обертаються на відстані близько 1610 км навколо Землі.

Було визначено, що створення безперервного, постійно здійснюваного радіолокаційного спостереження кордонів прилеглої території Сполучених Штатів, для попередження про маловисотну крилату ракету (котра летить на висоті 90 метрів), вимагатиме однієї з наступних дій / засобів: 
- 23 витки HALE-БЛА (треба 64 літаки, щоби перебувати постійно в повітрі в кожному місці);
- 31 виток літака AEW&C (потрібно 124 літаки);
- 50 прив'язних аеростатів (загалом необхідно 75 аеростатних систем);
- 78 радіолокаційних розвідувальних супутників;
- 150 наземних радіолокаційних станцій.[2]

## Оповіщення населення
Докладніше: Система оповіщення
За виявлення повітряних загроз, в Україні відповідають радіолокаційні підрозділи Військ протиповітряної оборони України.
Оповіщення населення про повітряну тривогу, здійснюється місцевими органами виконавчої влади (органами місцевого самоврядування) — віддалено за допомогою електричних сирен (ззовні), а також за допомогою мереж радіомовлення всіх діапазонів частот і видів модуляції, телебачення і мобільного зв'язку, а ще через соціальні мережі та різноманітні мобільні застосунки.

## Галерея
|                                                             |
| Наземна РЛС з фазованою антенною ґраткою СПРН (Аляска, США) |

|                                                |
| Наземна РЛС типу 5Н15 «Дністер», 5Н86 «Дніпро» |

|                                                 |
| Літак дальнього радіолокаційного стеження AWACS |